# والتر بلاک
والتر بلاک (به انگلیسی: Walter Block) اقتصاددان مکتب اتریش و آنارکو-کاپیتالیست آمریکایی ست. او در حال حاضر دارندهٔ کرسی موقوفهٔ هارلد ورت در اقتصاد در مدرسه بیزنس دانشگاه لویولای نیو اورلئان است. او همچنین عضو پیوستهٔ ارشد مؤسسه لودویگ فن میزس در آبرن، آلاباما است.
وی بیشتر برای نگارش کتاب «دفاع از غیرقابل دفاع» (Defending the Undefendable) مشهور است. این کتاب که در سال ۱۹۷۶ چاپ و پس از آن به ده زبان زنده دنیا ترجمه شد، نظرات مثبت و منفی بسیاری را در پی داشت. مارکوس اپستاین معتقد است این کتاب از حضور قوادان، معامله‌کنندگان مواد مخدر، باج‌گیران و پلیس‌های فاسد در جامعه دفاع می‌کند و آنان را قهرمانان اقتصادی قلمداد می‌کند.

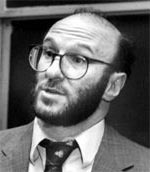
والتر بلاک

وی هم‌چنین در یکی از مقالات خود از آنچه خود آن را «قرارداد برده‌داری داوطلبانه» می‌خواند دفاع کرده و دیگر لیبرترین‌ها را که با او در این مورد موافق نیستند مورد انتقاد قرار می‌دهد.
وی در یک سخنرانی از وضع حقوق کمتر برای زنان و سیاه‌پوست‌ها دفاع کرده و دلیل آن را «کم‌تر تولیدکننده» بودن آنان می‌داند.
بلاک از جمله کسانیست که از واگذاری راه‌ها و جاده‌ها به بخش خصوصی دفاع می‌کند.
وی در حوزه سیاست خارجی طرفدار سیاست عدم مداخله است.
وی در جریان انتخابات ریاست‌جمهوری ایالات متحده آمریکا در سال ۲۰۱۶ از نامزدی دونالد ترامپ حمایت کرد.